# Европейская конференция по искусственному интеллекту
Европейская конференция по искусственному интеллекту (англ. European Conference on Artificial Intelligence (ECAI)) — конференция проводимая раз в два года, является ведущей конференцией в области искусственного интеллекта в Европе и обычно проводится совместно с Международной совместной конференцией по искусственному интеллекту и Ассоциацией развития искусственного интеллекта как одна из трех основных общих конференций по искусственному интеллекту во всем мире.
Конференции проводятся под эгидой Европейской ассоциации искусственного интеллекта и организуются одним из обществ-членов. Журнал AI Communications, спонсируемый тем же обществом, регулярно публикует специальные выпуски, в которых участники сообщают о конференции.

## Список конференций
- ECAI-1982 прошла в Орсе, Франция.
- ECAI-1984 прошла в Пизе, Италия.
- ECAI-1986 прошла в Брайоне, Великобритания.
- ECAI-1988 прошла в Мюнхене, Германия.
- ECAI-1990 прошла в Стокгольме, Швеция.
- ECAI-1992 прошла в Вене, Австрия.
- ECAI-1994 прошла в Амстердаме, Нидерланды.
- ECAI-1996 прошла в Будапеште, Венгрия.
- ECAI-1998 прошла в Брайтоне, Великобритания.
- ECAI-2000 прошла в Берлине, Германия.
- ECAI-2002 прошла в Лионе, Франция.
- ECAI-2004 прошла в Валенсии, Испания.
- ECAI-2006 прошла в Рива — дель — Гарда, Италия.
- ECAI-2008 прошла в Патри, Греция.
- ECAI-2010 прошла в Лиссабоне, Португалия[3].
- ECAI-2012 прошла в Монпелье, Франция[4].
- ECAI-2014 прошла в Праге, Чехия[5].
- ECAI-2016 прошла в Гааге, Нидерланды[6].
- ECAI-2018 прошла в Стокгольме, Швеция.
- ECAI-2020 прошла в Сантьяго-де-Компостела, Испания.
- ECAI-2022 в Вене, Австрия.